# مطابقة القوالب
مطابقة القوالب هو أسلوب في معالجة الصور الرقمية من أجل العثور على أجزاء صغيرة من الصورة التي تتطابق مع صورة القالب. ويمكن أن تستخدم في التصنيع كجزء من مراقبة الجودة،  وكطريقة لتوجيه الروبوتات المحمولة،  أو كوسيلة للكشف عن الحواف في الصور.
من التحديات الرئيسية في عملية مطابقة القوالب؛ الحجب الجزئي، الكشف عن التحولات غيرالجامدة، الإضاءة، تغيرات الخلفية وتغير القياسات.

## مقاربة الاعتماد على الميّزات

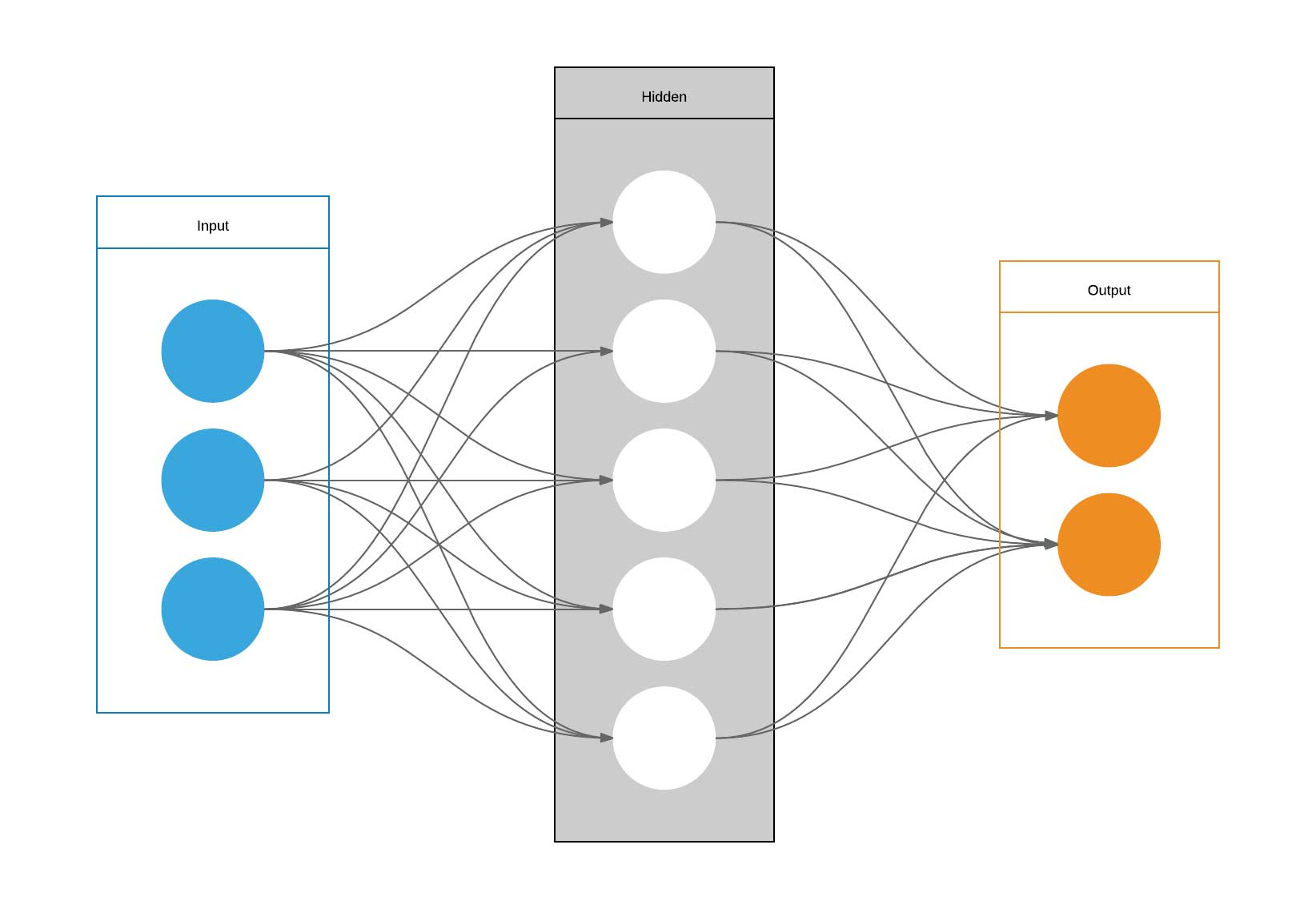
الطبقة المخفية تنتج متجه يحمل معلومات التصنيف عن الصورة ويستخدم في خوارزمية مطابقة القوالب كميزة من مميزات الصورة.

ترتكر المقاربة المستندة على المميزات على المميزات المستخرجة من الصورة مثل الأشكال والنسيج والألوان لمطابقتها في صورة الهدف أو الإطار. هذا النهج حاليا يتحقق باستخدام الشبكات العصبية والتعلم العميق المصنفات مثل VGG, AlexNet, ResNet. فشبكات التعلم العميق تعالج الصورة عن طريق تمريرها من خلال عدة مختلفة طبقات مخفية وكل طبقة تنتج متجه يحمل معلومات التصنيف المعلومات عن الصورة. هذه المتجهات المستخرجة من الشبكة تستخدم كخاصية أو ميزة من مميزات الصورة. المميزات المستخرجة باستخدام الشبكات العصبية العميقة فعالة للغاية وبالتالي تعتبر كمعيار حديث في مجال خوارزميات مطابقة القوالب.